# Michael Obiku
Michael Obiku, född 24 september 1968 i Warri, är en Nigeriansk tidigare fotbollsspelare.
Michael Obiku spelade 4 landskamper för det Nigerianska landslaget. Han deltog bland annat i OS 1988.